# هذا جناه أبي (فلم)
هذا جناه أبي هو فيلم سينمائى درامي مصري، إنتاج 1945 إخراج: هنري بركات، تأليف: يوسف جوهر، هنري بركات، تمثيَل: صباح، سراج منير، فردوس محمد، زكي رستم.

## قصة الفيلم
يتورط المحامي الكبير عادل (زكي رستم) ذو المكانة الرفيعة مع الفتاة أحلام (زوزو نبيل) تطالبه بالزواج لكنه يرفض حيث لا يسمح مركزه الإجتماعي بالارتباط بها يتعهد لها بالتكفّل بطفلها لكنها ترفض وتختفي من حياته، تضع الفتاة طفلتها وتسمّيها سميحة (صباح) ثم تفارق الحياة قبل أن تكبر الفتاة لتفصح لها عن أبيها، تكبر سميحة وتعمل في مشغل، ويكبر المحامي حتى يصبح محاميا مشهوراً، تتعرف سميحة على شاب ثري يُدعى سمير (صلاح نظمي) بك يصل به الأمر إلى الاعتداء عليها والهرب منها إلى الشام، لكن سميحة تصر على اللجوء إلى القضاء لتطالب بحقها، ويوكل والد سمير (سراج منير) المحامي الشهير للدفاع عن ابنه ويقف المحامي الشهير في المحكمة ليتهم هذه الفتاة بالسقوط والخطيئة حتى يكتشف أخيراً عن طريق رواية سميحة عن حياتها أنها ابنته ويتنحى عن القضية ليرتد إلى ذاته ثم يعترف بأبوّته لها ويقف في المحكمة مجدداً ليدافع عن سميحة ويحصل على حقها من سمير، يتكفل بها تكفيراً عن خطيئة الماضي.

## القصة الكاملة
يتورط عادل (زكي رستم) المحامي مع أحلام إبراهيم (زوزو نبيل) في علاقة عاطفية ولما بدأ نجمه في البزوغ وبدأ أولى خطواته الحزبية خاف على سمعته من تلك العلاقة التي سوف تشده للوراء وأراد أن يقطع كل صلة له بتلك العلاقة، ولكن أحلام طالبته بالزواج خصوصا وأنها حامل فعرض عليها كفالتها وطفلها ماديا دون زواج مفضّلا الشهرة على من أحبته من كل قلبها وسلمّته أغلى ما تملك. رفضت أحلام عرضه وتركته وتركت طنطا كلها، وسافرت إلى القاهرة لدى إحدى معارفها، الست عديله (فردوس محمد) وزوجها حسنين (عبد العزيز أحمد) وقصّت عليهم قصتها، فتقبلوها وما في أحشاءها. أرسلت أحلام خطابا إلى عادل لتخبره انها لن تتصل به أبدا، وأنه سيندم كثيراً عندما يعلم إن الحب أهم وأبقى من الشهرة. ووضعت أحلام بنتا جميلة، وأسلمت الروح قبل أن تبوح باسم أبيها، وسجلها حسنين في شهادة الميلاد باسم سميحة عبد الله لجهله باسم أبيها الحقيقى. كبرت سميحة (صباح) وعملت في مشغل للملابس الحريمي، وفقد حسنين ذراعه اليمنى، وفقد عمله، وأصبحت سميحة بعملها هي عائل الأسرة. أخذت سميحة فستانا لتوصيله لمنزل إلهام ابنة وجيه بيه (سراج منير) وتصادف إقامة عيد ميلاد إبنه الشاب سمير (صلاح نظمي)، ومن فوق شجرة بالحديقة تابعت سميحه الحفل واستمعت إلى وصلة غرام مابين سمير و منى (منى) ابنة شريك والده، ثم سقطت أمامهم وتعرّفت على سمير الذي واصل تعقبها بعد ذلك من أمام المشغل حتى أقام معها علاقة حب وانخدعت بوعوده ووثقت في حبه فأسلمت له نفسها. رفض سمير الزواج من منى، وعلم والده بعلاقته بسميحه، فعمل على سفره لفرع الشركة ببيروت ليبعده عن سميحه، وأرسل معه كامل أفندى (محمود لطفي) ليمنع وصول خطابات سميحه له، كما يتحكم في الخطابات المرسله من سمير إلى سميحه وكانت جميع الخطابات يعاد إرسالها إلى وجيه بيه. أرسل سمير تلغرافا إلى سميحه ليطمئن عليها حيث أنها لا ترد على خطاباته، ولكن كامل أفندي غيّر التليغراف ليكون طلبا منه بعدم الإتصال وقطع العلاقة. كتبت سميحة خطابا وقع في يد حسنين فعلم بكل شيء، وذهب إلى وجيه بيه لكي يتزوج إبنه من سميحة، ولكنه طرده من المنزل، فرفع عليه دعوى نسب. أوكل وجيه بيه محاميه الكبير عادل للدفاع عن إبنه سمير، ولما عَلِم عادل بالحقيقة طالبه بتصحيح خطأ إبنه، وعدم الوقوع في الخطأ الذي وقع فيه شخصيا منذ عشرون عاما وأمام إلحاح صديقه قبل الدفاع عن سمير، وقام بتجريح سميحة أمام المحكمة والإساءة إلى سمعتها، ولأن شهادة الميلاد تحمل أسماء مختلفة عن عديله وحسنين، تساءل عادل عن الأم والأب الحقيقيين فعلم أنه هو نفسه والد سميحة، فتغير موقفه وترك القضية، وطلب من وجيه أن يصحح خطأ إبنه، ولكن وجيه واجهه بأنه لم يعترف بإبنته. ذهب عادل للمحكمة كشاهد واعترف بإبنته وصحّح خطأه، وطالب سمير بتحكيم ضميره، فاعترف سمير بخطأه وتزوّج من سميحة.

## فريق العمل

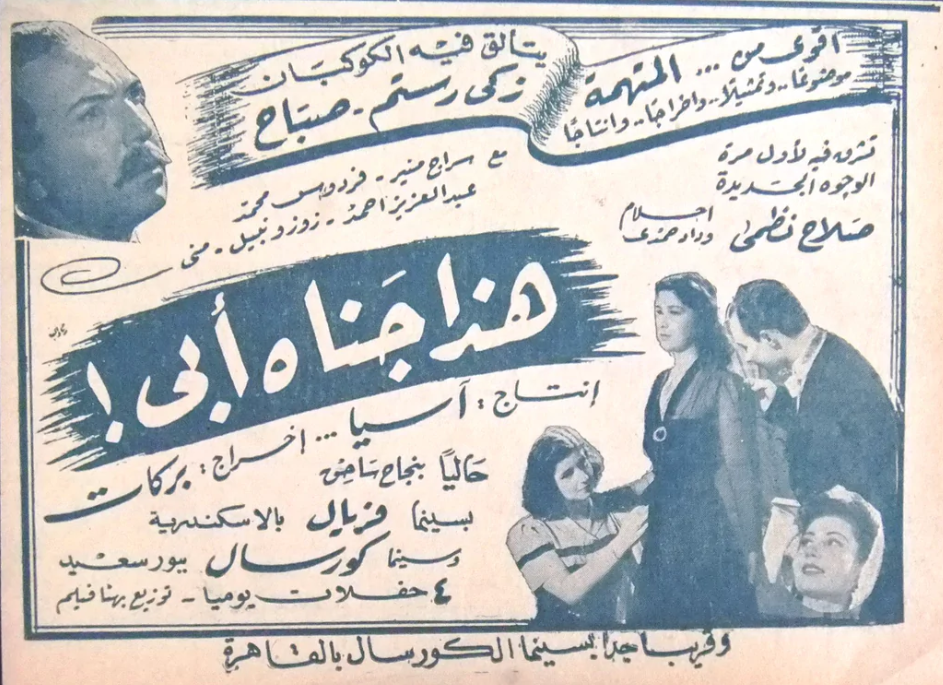
إعلان الفيلم

### الفريق الفني
إخراج: هنري بركات

تأليف:
- يوسف جوهر (حوار)
- هنري بركات (سيناريو)

إنتاج: لوتس فيلم (آسيا داغر)

### تمثيل
- صباح
- سراج منير
- فردوس محمد
- زكي رستم
- زوزو نبيل
- صلاح نظمي
- وداد حمدي
- زكي إبراهيم

## روابط خارجية
- مقالات تستعمل روابط فنية بلا صلة مع ويكي بيانات